# The Idle Rich (film 1915 Ransom)
The Idle Rich è un cortometraggio muto del 1915 diretto da Charles Ransom.

## Produzione
Il film fu prodotto dall'Edison Company.

## Distribuzione
Distribuito dalla General Film Company, il film - un cortometraggio in una bobina - uscì nelle sale cinematografiche statunitensi il 27 aprile 1915.